# 3. deild Wysp Owczych (1992)
W roku 1992 odbyła się 16. edycja 3. deild Wysp Owczych – trzeciej ligi piłki nożnej Wysp Owczych. W rozgrywkach brało udział 10 klubów z całego archipelagu. Kluby z pierwszego i drugiego miejsca awansowały do 2. deild. W sezonie 1992 był to jednak jedynie: B68 II Toftir. Dwa kluby z ostatnich miejsc spadały do 4. deild, jednak w roku 1992 był to jedynie Skála ÍF II z miejsca dziesiątego.

## Uczestnicy
| Uczestnicy 3. deild Wysp Owczych 1991                                                                         | Uczestnicy 3. deild Wysp Owczych 1991 | Uczestnicy 3. deild Wysp Owczych 1991 | Uczestnicy 3. deild Wysp Owczych 1991 |
| --- | ------------------------------------- | ------------------------------------- | ------------------------------------- |
| B36II | B36 II Tórshavn                       | 3                                     |                                       |
| NSÍII | NSÍ II Runavík                        | 4                                     |                                       |
| B68 II | B68 II Toftir                         | 5                                     |                                       |
| KÍ III | KÍ III Klaksvík                       | 6                                     |                                       |
| ÍF II | ÍF II Fuglafjørður                    | 7                                     |                                       |
| TB II | TB II Tvøroyri                        | 8                                     |                                       |
| Spadek z 2. deild Wysp Owczych 1991                                                                           |                                       |                                       |                                       |
| ÍFS | ÍF Streymur                           | 9                                     |                                       |
| GÍ II | GÍ II Gøta                            | 10                                    |                                       |
| Awans z 4. deild Wysp Owczych 1991                                                                            |                                       |                                       |                                       |
| HBIII | HB III Tórshavn                       |                                       |                                       |
| SKÁII | Skála ÍF II                           |                                       |                                       |
| Oznaczenia: - kolumna pierwsza – skróty nazw drużyn, - kolumna trzecia – miejsce zajęte w poprzednim sezonie. |                                       |                                       |                                       |

## Tabela ligowa
| Lp. | Drużyna               | M  | Z  | R | P  | Bramki | Bramki | Różn. | Pkt | Uwagi              |
| --- | --------------------- | -- | -- | - | -- | ------ | ------ | ----- | --- | ------------------ |
| 1   | B68 II Toftir (M) (A) | 18 | 13 | 1 | 4  | 60     | 24     | +36   | 27  | Awans do 2. deild  |
| 2   | NSÍ II Runavík        | 18 | 9  | 4 | 5  | 47     | 34     | +13   | 22  |                    |
| 3   | ÍF Streymur           | 18 | 8  | 6 | 4  | 37     | 25     | +12   | 22  |                    |
| 4   | GÍ II Gøta            | 18 | 8  | 4 | 6  | 45     | 40     | +5    | 20  |                    |
| 5   | TB II Tvøroyri        | 18 | 9  | 1 | 8  | 47     | 39     | +8    | 19  |                    |
| 6   | HB III Tórshavn       | 18 | 8  | 3 | 7  | 44     | 46     | −2    | 19  |                    |
| 7   | KÍ III Klaksvík       | 18 | 7  | 4 | 7  | 38     | 41     | −3    | 18  |                    |
| 8   | B36 II Tórshavn       | 18 | 7  | 3 | 8  | 51     | 43     | +8    | 17  |                    |
| 9   | ÍF II Fuglafjørður    | 18 | 6  | 3 | 9  | 39     | 50     | −11   | 15  |                    |
| 10  | Skála ÍF II (S)       | 18 | 0  | 1 | 17 | 25     | 79     | −54   | 1   | Spadek do 4. deild |